# Artur Mas i Gavarró
Artur Mas i Gavarró (Barcelona, 31 januari 1956) is een Catalaans econoom en politicus en van 27 december 2010 tot 10 januari 2016 president van de regering van de Generalitat de Catalunya. Hij was eveneens president van de politieke federatie tussen Catalaanse liberalen en christendemocraten Convergència i Unió (CiU) tussen 2010 en 2016 en secretaris-generaal van het liberale Convergència Democràtica de Catalunya, dat in 2016 over is gegaan in PDeCAT, waar hij tot begin 2018 voorzitter van was. Van 1995 tot 1997 was Mas regionaal minister van het departement Territoriale Politiek en Publieke Werken van de regering van de Generalitat de Catalunya en van 1997 tot 2001 van het departement Economie en Financiën. Hij bekleedde van 2001 tot 2003 de functie van vice-minister-president van de Catalaanse regering en van 2004 tot 2010, voor zijn presidentschap, was hij hoofd van de oppositie.

## Catalaanse onafhankelijkheid
Hijzelf en zijn politieke federatie namen steeds een pragmatische tot halfslachtige houding aan jegens de beweging voor onafhankelijkheid, tegenwoordig geleid door de Assemblea Nacional Catalana. Toen het constitutioneel hof echter het nieuwe autonomiestatuut van Catalonië gedeeltelijk had teruggedraaid, kozen zijn partij en hijzelf ervoor om de kaart van de onafhankelijkheid te spelen, aangezien zij geen eind zagen komen aan de verzuurde relatie met de centrale overheid van Spanje. Het autonomiestatuut was immers onderhandeld met de Spaanse overheid en daarna goedgekeurd met 2/3 van de stemmen in het Catalaanse parlement. Dit autonomiestatuut werd hierna echter nog ingekort door het Spaanse parlement, maar toch goedgekeurd per referendum in Catalonië. Daarna werd het echter opnieuw ingekort door het Grondwettelijk Hof na een klacht van de Partido Popular. Na deze moeizame episode en talrijke andere aanvaringen met Madrid, kwamen Mas en CiU tot het besluit dat samenwerking met de centrale overheid zo goed als onmogelijk geworden was. Daarom kozen zij voor de weg van zelfbeschikkingsrecht, een eufemisme voor de weg naar onafhankelijkheid. Mas zelf nam het woord onafhankelijkheid slechts eenmaal in de mond, hoewel duidelijk is geworden dat dit het einddoel is. Op 23 januari 2013 werd een voorstel van Mas en de Catalaanse regering, over zelfbeschikkingsrecht en de soevereiniteit van het Catalaanse volk, goedgekeurd in het Catalaanse parlement met de steun van andere Catalaanse politieke partijen, zoals ERC, ICV-EUiA en gedeeltelijk de CUP, in totaal met 85 stemmen voor en 41 tegen. Onder druk van de publieke opinie na de Catalaanse Weg van 11 september en conform het regeerakkoord met ERC werd op 12 december 2013 het Akkoord over de volksraadpleging in Catalonië goedgekeurd.
Uiteindelijk schrok Mas terug voor het illegale referendum en kondigde in juli 2015 vervroegde verkiezingen aan. Zijn CIU vormde een lijst samen met de links-republikeinse ERC en samen kondigden ze aan, dat ze bij een overwinning zouden toewerken naar onafhankelijkheid in 2018.
Bij de verkiezingen in september 2015 behaalde de lijst van Mas geen meerderheid; daarvoor was de radicaal-linkse Candidatura d'Unitat Popular nodig. Deze wilde echter alleen praten over een coalitie zonder Artur Mas aan het hoofd. Zo kwam een einde aan het premierschap van Mas, die voorlopig nog als partijleider van CIU invloed uitoefende.

## Veroordeling
In maart 2017 werd hij veroordeeld tot twee jaar ontzegging van het bekleden van een publiek ambt en werd hem een boete van 36.000 euro opgelegd vanwege zijn medewerking aan het illegale referendum over de onafhankelijkheid van Catalonië.